# Кунигунда Люксембургская
Кунигунда (ок. 980, Люксембург — 3 марта 1033 или 1039) — христианская святая, императрица Священной Римской империи, супруга императора Генриха II, также канонизированного, и дочь графа Зигфрида Люксембургского.

## Биография
Вышла замуж за герцога Баварского Генриха IV, который в 1002 году стал королём Германии (под именем Генриха II), в 1014 году — императором Священной Римской империи. Их брак был бездетным. В день свадьбы, подражая Пресвятой Деве Марии и святому Иосифу, Кунигунда дала обет вечного целомудрия. Существует также и другое мнение: брак Кунигунды и Генриха был основан на взаимной любви, а в его бездетности виноваты хронические болезни супругов. Слухи же о целомудренной жизни этой пары, возможно, связаны с канонизацией супругов и появились позднее.
Очень быстро добилась серьёзного влияния в государственных делах. Муж официально утвердил её «consors regnii» — равноправным соправителем. Кунигунда участвовала в заседаниях имперского совета и в 1007 году принимала участие в работе синода во Франкфурте. В 1012 году командовала армией, разгромившей в сражении поляков.
В 1018 году по решению мужа, которого добивалась девять лет, возвратила герцогство Баварию своему брату Генриху, лишённому этого владения за мятеж против Генриха II. В 1021 году председательствовала на заседании Королевского суда в Регенсбурге. Участвовала в распределении ленов, пожертвованиях и других вопросах государственного управления.
Во время того, как её супруг Генрих был занят ведением многочисленных войн, она управляла государством (в 1012 и 1016), созывала на заседания совет, занималась призывом в армию.
После смерти мужа в июле 1024 года завладела королевскими знаками отличия и до сентября 1024 года регентствовала в Германии вместе со своими братьями — епископом Дитрихом из Меца и герцогом Генрихом Баварским. Пользовалась также в вопросах управления советами архиепископа Майнца Арибо. Впоследствии без каких-либо осложнений передала власть новоизбранному королю Германии Конраду II.
В 1025 году удалилась в монастырь бенедиктинок Кауфунген, основанный ею ранее. После послушничества, в годовщину смерти мужа, 13 июля 1025 года была пострижена архиепископом Арибо в монахини. Умерла 3 марта 1033 года или в 1039 году. Была похоронена в Бамбергском соборе рядом с мужем. Иннокентий III причислил её к лику святых 29 марта 1200 года.
В честь Кунигунды назван астероид (936) Кунигунда, открытый в 1920 году.

## Легенда
По преданию, обвинённая в супружеской неверности, она должна была встать босыми ногами на раскалённый лемех и осталась невредимой. Этот сюжет часто встречается в немецкой и раннефлорентийской живописи.